# En kärlekskrönika
En kärlekskrönika (italienska: Cronaca di un amore) är en italiensk dramafilm från 1950 i regi av Michelangelo Antonioni.

## Utmärkelser
Filmen vann Nastro d'argentos specialpris 1951.

## Roller (urval)
- Massimo Girotti – Guido Garroni
- Lucia Bosè – Paola Molon Fontana
- Gino Rossi – Carloni, detektiv
- Marika Rowsky – Joy, mannekäng
- Ferdinando Sarmi – Enrico Fontana
- Rubi D'Alma – Paolas väninna
- Anita Farra – Paolas väninna
- Rosi Mirafiori – servitrisen